# Histoire Physique, Naturelle et Politique de Madagascar
Histoire Physique, Naturelle et Politique de Madagascar (abreviado Hist. Phys. Madagascar) es un libro ilustrado con descripciones botánicas que fue escrito por el explorador y naturalista francés Alfred Grandidier. Fue publicado en 1886-1903 con el nombre de Histoire Physique, Naturelle et Politique de Madagascar Publiee par Alfred ... Grandidier.
L'Histoire politique, physique et naturelle de Madagascar. Este trabajo fue posible en cooperación con otros como Alphonse Milne-Edwards y Leon Vaillant. Tal trabajo alcanzó los 40 volúmenes y sus últimas obras fueron publicadas póstumamente por su hijo, Guillaume Grandidier (París, 1873- id., 1957), que continuó su labor exploradora en la isla africana
Su trabajo llamó la atención del gobierno francés hacia Madagascar, la cual sería anexionada por completo en 1895 tras derrotar a la reina Ranavalona III (esta se exilió un año después), al tiempo que se instituía un mandato militar francés y Madagascar era proclamada colonia francesa.
Entre 1865 y 1870 viajó casi sin hacer paradas en el transcurso de la expedición, haciendo cuidadosos análisis, recolectando y clasificando especímenes de minerales, plantas y animales. Entre uno de sus más grandes aportes al estudio de la isla está la determinación con exactitud de una posición de 26 grandes poblaciones a través de observaciones astronómicas. Además era frecuentemente visto como un hechicero debido a sus actividades científicas y porque en dos ocasiones logró persuadir a jefes tribales salvando su propia vida.
Durante sus exploraciones cruzó Madagascar en tres oportunidades, viajando alrededor de tres mil kilómetros en el interior y dos mil quinientos en la costa. También hizo observaciones que dieron como resultado un mapa de la isla para futuras expediciones. Exploró la región de Antananarivo, cruzó de costa a costa la isla en reiteradas ocasiones sin dejar de lado el litoral de la isla.
Cuando en 1870 dejó la isla para combatir por Francia en la Guerra Franco-Prusiana, tenía recogidos una enorme cantidad de datos que permitieran trazar el primer mapa de Madagascar.